# Італійська Серія A 1938–1939
Сезон 1938/1939 Серії A — футбольне змагання у найвищому дивізіоні чемпіонату Італії, 10-й турнір з моменту започаткування Серії A. Участь у змаганні брали 16 команд, 2 гірших з яких за результатами сезону полишили елітний дивізіон.
Переможцем сезону став клуб «Болонья», для якого ця перемога у чемпіонаті стала 5-ю в історії.
| Чемпіон Італії 1938/39 |
| ---------------------- |
| «Болонья» 5-й титул    |

## Команди-учасниці

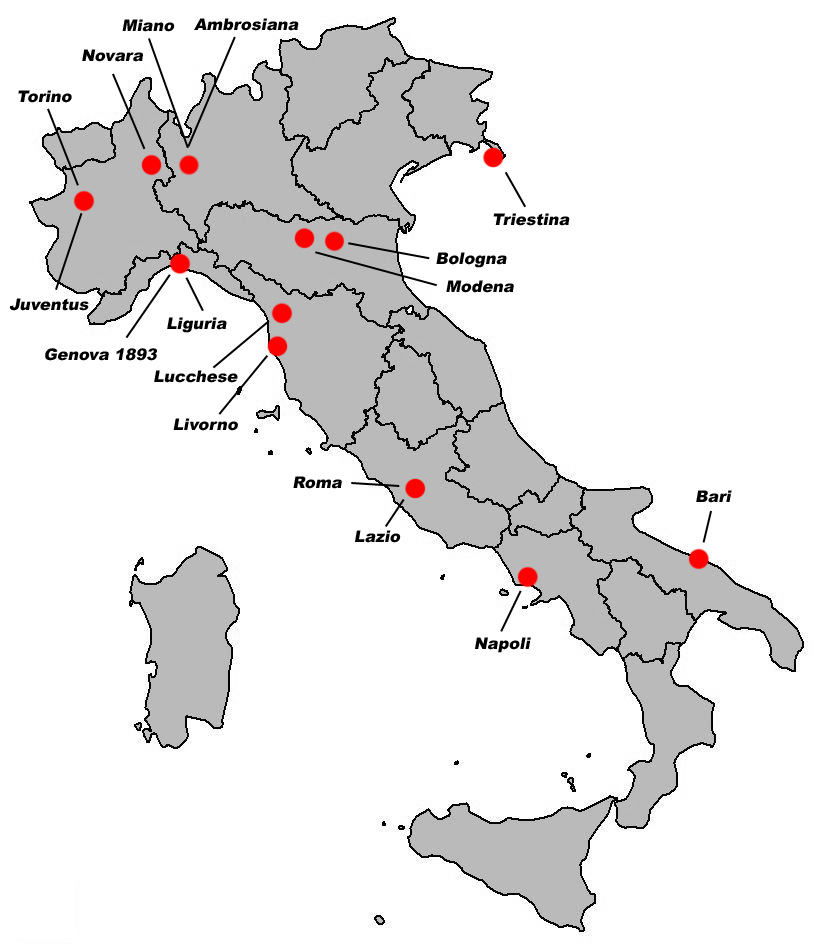
Місцезнаходження команд Серії A сезону 1938-39

Участь у турнірі брали 16 команд:

## Підсумкова таблиця
|                                                |     | Турнірна таблиця 1938-1939 | О  | І  | В  | Н  | П  | М+ | М- |
| ---------------------------------------------- | --- | -------------------------- | -- | -- | -- | -- | -- | -- | -- |
| Чемпіон Італії · Вийшов до Кубка Мітропи       | 1.  | «Болонья»                  | 42 | 30 | 16 | 10 | 4  | 53 | 31 |
|                                                | 2.  | «Торіно»                   | 38 | 30 | 14 | 10 | 6  | 45 | 34 |
| Володар Кубка Італії · Вийшов до Кубка Мітропи | 3.  | «Амброзіана-Інтер»         | 37 | 30 | 14 | 9  | 7  | 55 | 37 |
|                                                | 4.  | «Дженова 1893»             | 35 | 30 | 14 | 7  | 9  | 53 | 30 |
|                                                | 5.  | «Рома»                     | 31 | 30 | 14 | 3  | 13 | 39 | 35 |
|                                                | 6.  | «Лігурія»                  | 31 | 30 | 12 | 7  | 11 | 35 | 34 |
|                                                | 7.  | «Наполі»                   | 31 | 30 | 10 | 11 | 9  | 30 | 35 |
|                                                | 8.  | «Ювентус»                  | 29 | 30 | 8  | 13 | 9  | 28 | 34 |
|                                                | 9.  | «Мілан»                    | 28 | 30 | 10 | 8  | 12 | 36 | 34 |
|                                                | 10. | «Лаціо»                    | 28 | 30 | 11 | 6  | 13 | 33 | 40 |
|                                                | 11. | «Барі»                     | 27 | 30 | 9  | 9  | 12 | 33 | 46 |
|                                                | 12. | «Новара»                   | 26 | 30 | 9  | 8  | 13 | 27 | 32 |
|                                                | 13. | «Модена»                   | 25 | 30 | 8  | 9  | 13 | 32 | 40 |
|                                                | 14. | «Трієстина»                | 24 | 30 | 7  | 10 | 13 | 23 | 28 |
| Вибув до Серії B                               | 15. | «Ліворно»                  | 24 | 30 | 9  | 6  | 15 | 40 | 49 |
| Вибув до Серії B                               | 16. | «Луккезе-Лібертас»         | 24 | 30 | 7  | 10 | 13 | 31 | 54 |

## Чемпіони
Склад переможців турніру:
| Воротар: Карло Черезолі (19 матчів), П'єтро Феррарі (11). Захисники: Маріо Паготто (30), Секондо Річчі (15), Діно Фйоріні (7), Альдо Туньйолі (1). Півзахисники: Маріо Монтесанто (17, 1 гол), Бруно Маіні (17, 1), Мікеле Андреоло (30, 6), Джордано Корсі (19), Ауреліо Маркезе (18, 1). Нападники: Амедео Б'яваті (29, 8), Раффаеле Сансоне (27, 6), Етторе Пурічеллі (28, 19), Франсиско Федулло (24, 1), Карло Регуццоні (30, 8), П'єро Андреолі (2, 1), Альчіде Іван Віолі (1). Тренер: Германн Фельснер. |

## Бомбардири
Найкращими бомбардирами сезону 1938/1939 Серії A стали Альдо Боффі («Мілан») та Етторе Пурічеллі («Болонья»), які відзначилися 19 забитими голами.
|    | Гравець             | Команда            | Голів | (пенальті) |
| -- | ------------------- | ------------------ | ----- | ---------- |
| 1° | Альдо Боффі         | «Мілан»            | 19    | 1          |
|    | Етторе Пурічеллі    | «Болонья»          | 19    | -          |
| 3° | Альфредо Лаццаретті | «Дженова 1893»     | 14    | -          |
| 4° | Даніло Мікеліні     | «Рома»             | 13    | -          |
| 5° | Джованні Джаддоні   | «Торіно»           | 11    | -          |
|    | Луїджі Скарабелло   | «Дженова 1893»     | 11    | 2          |
|    | Вінічіо Віані       | «Ліворно»          | 11    | -          |
| 8° | Отторіно Дуджині    | «Барі»             | 10    | -          |
|    | П'єтро Ферраріс     | «Амброзіана-Інтер» | 10    | -          |
|    | Аннібале Фроззі     | «Амброзіана-Інтер» | 10    | -          |
|    | Гульєльмо Габетто   | «Ювентус»          | 10    | -          |
|    | Арріго Морзеллі     | «Дженова 1893»     | 10    | -          |
|    | Гульєльмо Тревізан  | «Трієстина»        | 10    | -          |

Карло Регуццоні забив сотий м'яч у матчах Серії «А».